# Thalera chosensis
Thalera chosensis là một loài bướm đêm trong họ Geometridae.